# Eckbolsheim
Eckbolsheim (Eckelse in alsaziano) è un comune francese di 7 049 abitanti situato nel dipartimento del Basso Reno nella regione del Grand Est.

## Storia

### Simboli
Lo stemma di Eckbolsheim è stato registrato nell'Armorial de la Généralité d’Alsace redatto  nel 1696 per ordine di Luigi XIV.
La figura della croce patriarcale fu attribuita a Eckbolsheim poiché all'epoca, durante l'Ancien Régime, dipendeva da una signoria ecclesiastica, il Capitolo di San Tommaso (Chapitre de Saint-Thomas) di Strasburgo. Le tre rocce (o monti) non sembrano avere un significato particolare se non quello di differenziare lo stemma da altri simili.

## Società

### Evoluzione demografica
Abitanti censiti